# آبشار آتشگاه
آبشار آتشگاه طولانی‌ترین آبشار ایران است که در مجاورت روستای آتشگاه در شهرستان لردگان از توابع استان چهارمحال و بختیاری قرار دارد. سرانجام آب این آبشار با رودخانه خرسان همراه شده و در سد کارون۳ به رودخانه کارون پیوند می‌خورد.
رود خرسان از سرچشمه‌های اصلی رود کارون است که از ارتفاعات دنا سرچشمه می‌گیرد و پس از ملحق شدن به چندین رود دیگر در چهارمحال و بختیاری، وارد سد کارون ۳ می‌شود.